# یک محصول بهشتی
یک محصول بهشتی (به انگلیسی: A Heavenly Vintage) یک فیلم درام عاشقانه به نویسندگی و کارگردانی نیکی کارو محصول سال ۲۰۰۹ است. این فیلم براساس رمان شانس وینتنر نوشته الیزابت ناکس ساخته شده‌است. اولین بار فیلم در جشنواره بین‌المللی فیلم تورنتو در ۱۲ سپتامبر ۲۰۰۹ اکران شد.
در این فیلم ژرمی رنیر، ورا فارمیگا، گاسپار اولیل و کیشا کاستل-هیوز به ایفای نقش می‌پردازند.

## فیلمبرداری فیلم
فیلم در آوکلند، نیوزیلند، بلژیک و فرانسه - از جمله در قلعه قرون وسطایی برزه - فیلمبرداری شده‌است.

## انتشار فیلم
اولین بار این فیلم در جشنواره بین‌المللی فیلم تورنتو در ۱۲ سپتامبر ۲۰۰۹ اکران شد. بعداً در نیوزلند در ۱۲ نوامبر ۲۰۰۹، استرالیا در ۱۴ ژانویه ۲۰۱۰ و ژاپن در ۲۳ اکتبر ۲۰۱۰ منتشر شد. در ایالات متحده، این فیلم در جشنواره فیلمدر ۲۳ فوریه ۲۰۱۱ افتتاح شد. در ۲۵ ژانویه ۲۰۱۲ به سینماهای فرانسه اکران شد. این فیلم در ۲۰ سپتامبر ۲۰۱۰، در آلمان در ۱۶ مارس ۲۰۱۲ در آلمان و در ۱۷ آوریل ۲۰۱۲ در ایالات متحده بر روی دی وی دی منتشر شد.